# Монголска писменост
Монголската писменост е общо название за няколкото писмени системи с различен произход, с които през вековете се е записвал и предавал монголския език.
От началото на 13 век монголските племена използвали около 10 писмени системи за записване на монголския език. Някои от тях впоследствие са приспособени и за други езици. Най-старата от тях е старомонголското писмо (класическо монголско писмо), която се оказва най-успешна и след няколко модификации продължава активно да се използва и в наше време, предимно на територията на КНР.
В края на 19 век има няколко проекта за монголска писменост, базирана на латиницата или кирилицата. През 1940 г., в резултат на силното съветско влияние Монголия преминава за официално писмо в страната кирилицата, която и до днес е основната писмена система в държавата. През март 2020 г. правителството на Монголия обявява намеренията си да започне да използва както кирилица, така и традиционната монголска писменост в официалните си документи до 2025 г.

## Старомонголска писменост
Старомонголската писменост е азбучна писменост, създадена през 13 век на базата на уйгурската писменост. С малки модификации тя се използва и днес за писане на монголски език във Вътрешна Монголия, докато в независима Монголия е заменена от монголската кирилица. Монголската писменост се използва и за писане на евенкски език.
Според традицията, при победата на Чингис хан срещу найманите през 1208 той пленява уйгурския писар Татар Тонга, който адаптира уйгурската писменост за писане на монголски. Подобно на уйгурската и согдийската азбука, от която произлизат и двете, монголската също е вертикална писменост, писана от ляво надясно.
Писмеността не предава еднозначно някои монголски звуци, които не се срещат в уйгурския. Затова са разработени две системи, използващи диакритични символи, които се използват в Джунгария и Бурятия.

## Монголска кирилица
Монголската кирилска азбука представлява модификация на кирилицата (на руската азбука, като към нея са добавени буквите Өө /ö/ и Үү /ü/). Монголската кирилица е фонетична азбука, при която всяка буква отговаря на специфичен звук от монголския език. Въведена е през 1940 година и е резултат на силното съветско влияние в тогавашната Монголска народна република. През 1924 под силното влияние на СССР, Монголия става втората комунистическа страна в света.
Монголската кирилица съдържа следните букви:
| Кирилска буква | МФА    |  | Кирилска буква | IPA       |  | Кирилска буква | МФА         |  | Кирилска буква | МФА   |
| -------------- | ------ |  | -------------- | --------- |  | -------------- | ----------- |  | -------------- | ----- |
| Аа             | a      |  | Ии             | i         |  | Пп             | (pʰ), (pʰʲ) |  | Чч             | tʃʰ   |
| Бб             | p,pʲ   |  | Йй             | j         |  | Pp             | r,rʲ        |  | Шш             | ʃ     |
| Вв             | w,wʲ   |  | Кк             | (k), (kʲ) |  | Сс             | s           |  | Щщ             | (stʃ) |
| Гг             | ɡ,ɡʲ,ɢ |  | Лл             | ɮ,ɮʲ      |  | Тт             | tʰ,tʰʲ      |  | Ыы             | i     |
| Дд             | t,tʲ   |  | Мм             | m,mʲ      |  | Уу             | ʊ           |  | Ьь             | ʲ     |
| Ее             | je     |  | Нн             | n,nʲ      |  | Үү             | u           |  | Ээ             | e     |
| Ёё             | jɔ     |  | Оо             | ɔ         |  | Фф             | (f)         |  | Юю             | jʊ    |
| Жж             | tʃ     |  | Өө             | o         |  | Хх             | x,xʲ        |  | Яя             | ja    |
| Зз             | ts     |  |                |           |  | Цц             | tsʰ         |  |                |       |

Буквите Үү и Өө в интернет комуникацията понякога се представят с буквите Vv и Єє, в случаите когато се използва руски софтуер.